# Shuhe
Shuhe är en socken i Kina. Den ligger i provinsen Sichuan, i den sydvästra delen av landet, omkring 440 kilometer sydväst om provinshuvudstaden Chengdu. Antalet invånare är 8 835. Befolkningen består av 4 066 kvinnor och 4 769 män. Barn under 15 år utgör 25,0 %, vuxna 15-64 år 66 %, och äldre över 65 år 7,0 %.
Genomsnittlig årsnederbörd är 1 301 millimeter. Den regnigaste månaden är juli, med i genomsnitt 363 mm nederbörd, och den torraste är januari, med 2 mm nederbörd.